# 道の駅白沢

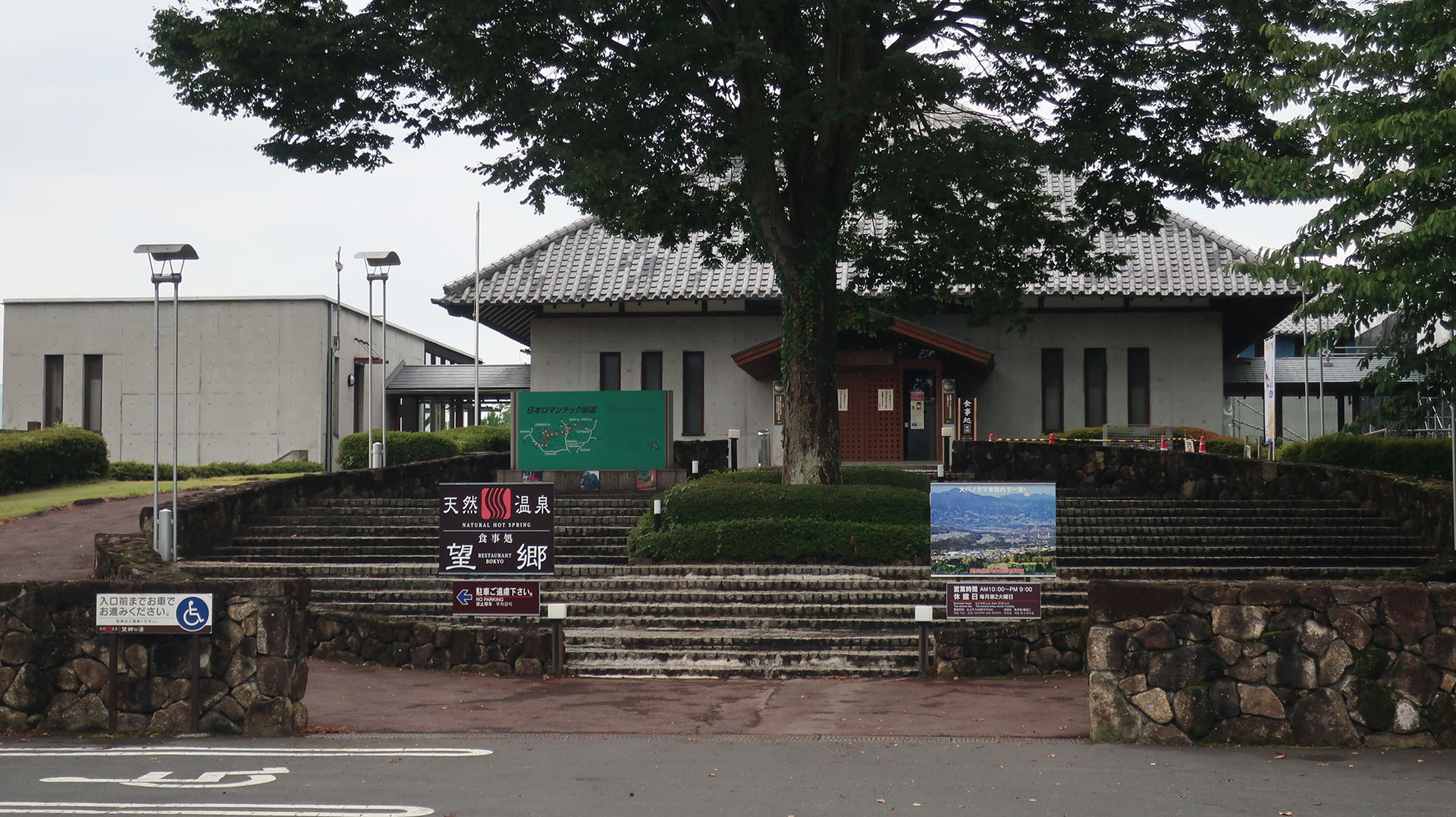
白沢高原温泉「望郷の湯」

道の駅白沢（みちのえき しらさわ）は、群馬県沼田市にある国道120号の道の駅である。

## 概要
白沢高原温泉を引き湯した日帰り入浴施設「望郷の湯」と農産物直売所「座・白沢」の2つの施設が中心となっている。
利根川に合流する片品川の河岸段丘上に位置し、露天風呂や展望レストランから地質学的にも貴重な段丘地形が眺められる。晴れた日には赤城山、子持山、上州武尊山、三国連峰など周辺の山々も望める。

## 施設
- 駐車場（普通車200台）
- トイレ（男6、女3、身体障害者用2）
- 公衆電話
- 白沢高原温泉「望郷の湯」
- 健康福祉センター
- 農産物直売所「座・白沢」
- ソフトクリーム売店
- 無料休憩所
- 公園

## 休館日
- 8月を除く第2火曜日

## 道路
- 国道120号

## 周辺
- 沼田市白沢町振興局
- 沼田市立白沢中学校
- 沼田市立白沢小学校
- 片品川
- 群馬県道62号沼田大間々線
- ミツバ利根工場